# Centro Federal de Educação Tecnológica de Minas Gerais
Centro Federal de Educação Tecnológica de Minas Gerais (Cefet-MG) er et anset universitet i Belo Horizonte, Minas Gerais, Brasilien. Grundlagt i 1909. I dag (2010) har universitetet ca. 13.623 studerende.